# Octomeria chamaeleptotes
Octomeria chamaeleptotes är en orkidéart som beskrevs av Heinrich Gustav Reichenbach. Octomeria chamaeleptotes ingår i släktet Octomeria och familjen orkidéer. Inga underarter finns listade i Catalogue of Life.